# Spoorlijn Rendsburg - Husum
De spoorlijn Rendsburg - Husum is een Duitse spoorlijn is als spoorlijn 1012 onder beheer van DB Netze. In het verleden was deze lijn de deel van de kortste verbinding tussen Husum en Kiel. Thans is de lijn grotendeels opgebroken en verloopt de verbinding van Husum naar Kiel via de lijn Jübek - Husum.

## Geschiedenis
Het traject werd door de Preußische Staatseisenbahnen op 1 september 1910 geopend. In 1974 werd het personenvervoer opgeheven en gedurende de volgende 15 jaar werd ook het goederenverkeer in fasen stilgelegd.

## Aansluitingen
In de volgende plaatsen was of is er een aansluiting van de volgende spoorlijnen:
Rendsburg
DB 1040, spoorlijn tussen Neumünster en Flensburg
Husum
DB 1011, spoorlijn tussen Jübek en Husum
DB 1204, spoorlijn tussen Husum en Tönning
DB 1208, spoorlijn tussen Husum en Flensburg
DB 1210, spoorlijn tussen Elmshorn en Westerland